# Tatsuo Kawabata

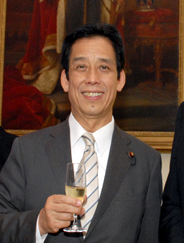
Tatsuo Kawabata (2012)

Tatsuo Kawabata (jap. 川端 達夫, Kawabata Tatsuo; * 24. Januar 1945 im Landkreis Gamou (heute: Ōmihachiman), Präfektur Shiga) ist ein ehemaliger japanischer Politiker (Demokratisch-Sozialistische Partei (DSP)→Neue Fortschrittspartei (NFP)→parteilos→NFP→Shintō Yūai→Demokratische Partei (engl. DPJ)→Demokratische Fortschrittspartei (engl. DP)). Er gehörte für den Block Kinki von 1986 bis 2017 mit einer Unterbrechung (2012–2014) dem Shūgiin, dem Unterhaus, an und war von 2009 bis 2010 Minister für Bildung, Kultur, Sport, Wissenschaft und Technologie, Staatsminister für Wissenschafts- und Technologiepolitik, zuerst im Kabinett Yukio Hatoyama, dann im Kabinett Kan, sowie von 2011 bis 2012 Minister für Innere Angelegenheiten und Kommunikation im Kabinett Noda.
In der DPJ war er Namensgeber einer eigenen Faktion, der Kawabata-Gruppe (offiziell: 民社協会, Minsha Kyōkai, „Demokratisch-Sozialistische Gesellschaft“; später und heute in der DP Takaki-Gruppe) aus ehemaligen Mitgliedern der Demokratisch-Sozialistischen Partei.
Kawabata, Absolvent der Universität Kyōto, wurde erstmals bei der Shūgiin-Wahl 1986 für die Demokratisch-Sozialistische Partei im Wahlkreis Shiga ins Parlament gewählt und danach achtmal wiedergewählt – seit 1996 im Einzelwahlkreis Shiga 1 bzw. 2005, als Nachrücker 2014 und 2014 im Verhältniswahlblock Kinki. 1994 schloss er sich wie die übrigen Abgeordneten seiner Partei der NFP an, die er 1995 vorübergehend wieder verließ. Nach der Auflösung der Shinshintō zum Jahresende 1997 gehörte er zunächst der „Neuen Partei Brüderlichkeit“ (Shintō Yūāi) an, mit der er 1998 der Demokratischen Partei beitrat.
Von 1999 bis 2000 und erneut 2004 war Kawabata Vorsitzender des Komitees für Parlamentsangelegenheiten (kokkai taisaku iinkai) der DPJ. 2004 wurde er unter dem Parteivorsitzenden Katsuya Okada Generalsekretär. Nach der Shūgiin-Wahl 2005, bei der er selbst seinen Wahlkreis verlor und nur über den Verhältniswahlblock Kinki wiedergewählt wurde, trat er ebenso wie Okada zurück. Ab 2006 war er einer der stellvertretenden Parteivorsitzenden.
Im September 2009 berief ihn Premierminister Yukio Hatoyama als Minister für Bildung, Kultur, Sport, Wissenschaft und Technologie in sein Kabinett. Die Zuständigkeit für Wissenschafts- und Technologiepolitik übernahm er am 7. Januar 2010 von Naoto Kan. Unter Premierminister Naoto Kan behielt er die Position bis zur Kabinettsumbildung im September 2010, als er durch Yoshiaki Takaki (Kawabata-Gruppe) abgelöst wurde. 2010 übernahm er den Vorsitz im Geschäftsordnungsausschuss des Shūgiin (giin-un’ei-iinkai).
Nach der Ablösung Kans durch Yoshihiko Noda wurde er am 2. September 2011 Minister für Innere Angelegenheiten und Kommunikation in dessen Kabinett, verlor diesen aber bei der dritten Kabinettsumbildung am 1. Oktober 2012. Bei der Shūgiin-Wahl 2012 unterlag er im Wahlkreis Shiga 1 um rund 6.000 Stimmen dem Liberaldemokraten Toshitaka Ōoka und verfehlte auch ein Verhältniswahlmandat knapp, war aber der erste potentielle Nachrücker der Demokraten im Block Kinki. Im Mai 2014 rückte Kawabata für Taizō Mikazuki nach, der für seine Kandidatur bei der Gouverneurswahl in Shiga zurückgetreten war. Bei der Neuwahl im Dezember 2014 unterlag er Ōoka erneut, gewann aber gleich den zweiten (von vier) Verhältniswahlsitzen der Demokraten in Kinki. Anschließend wurde er als Nachfolger von Hirotaka Akamatsu zum Vizepräsidenten des Shūgiin gewählt und war als solcher seitdem fraktionslos. Im September 2017 gab er bekannt, seine politische Karriere zu beenden und nicht bei der Shūgiin-Wahl 2017 für eine weitere Amtszeit als Abgeordneter zu kandidieren. Akamatsu wurde anschließend erneut zum Vizepräsidenten gewählt.